# Labastide-Villefranche
Labastide-Villefranche település Franciaországban, Pyrénées-Atlantiques megyében. Lakosainak száma 332 fő (2022. január 1.). Labastide-Villefranche Abitain, Arancou, Auterrive, Bergouey-Viellenave, Came, Escos, Ilharre, Saint-Dos és Saint-Pé-de-Léren községekkel határos.

## Népesség
A település népességének változása:
| Lakosok száma | 342  | 362  | 353  | 335  | 322  | 318  | 318  | 320  | 332  |
|               | 2013 | 2015 | 2016 | 2017 | 2018 | 2019 | 2020 | 2021 | 2022 |